# Federico Voltmer

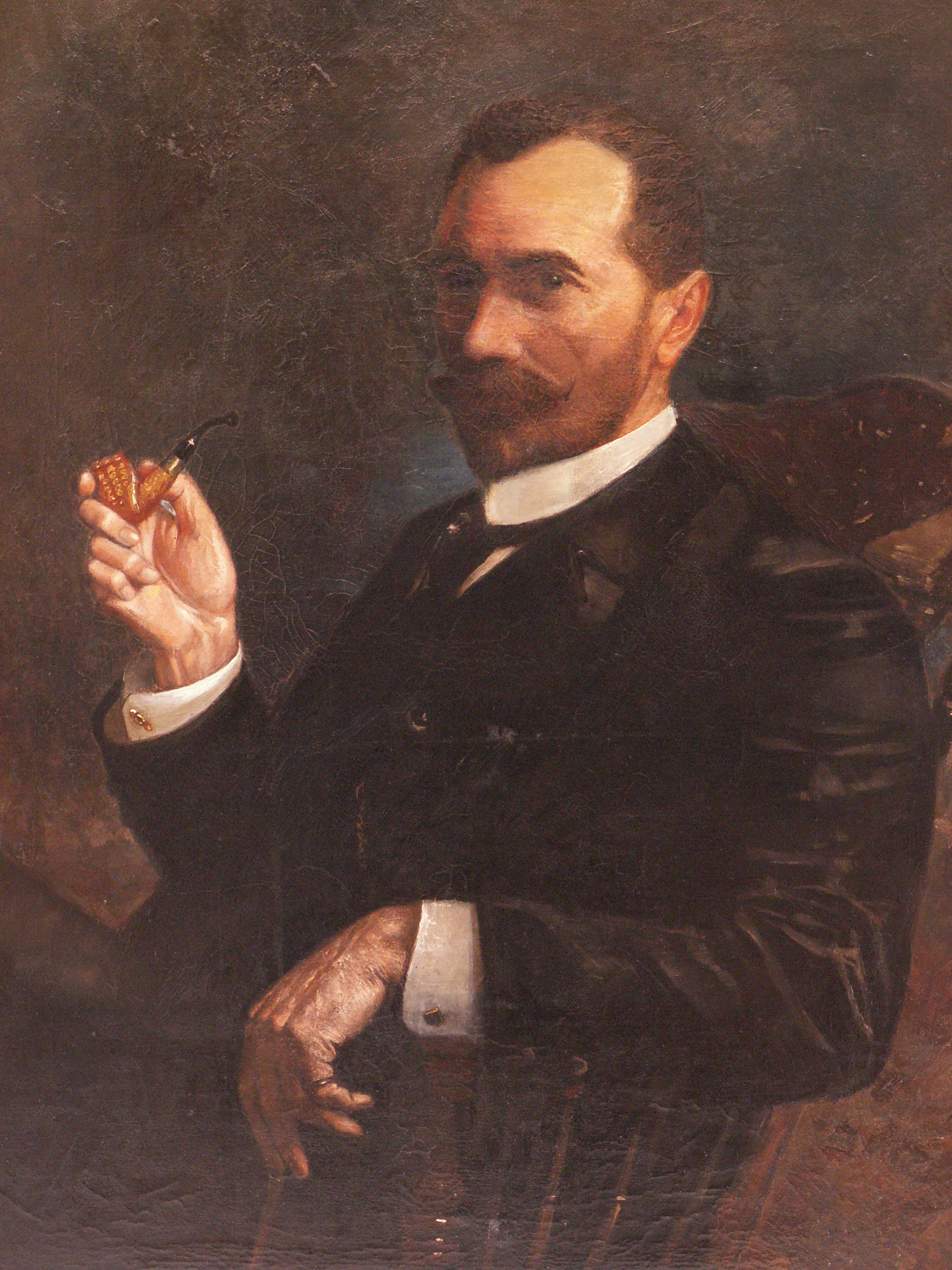
Selbstbildnis F. Voltmer

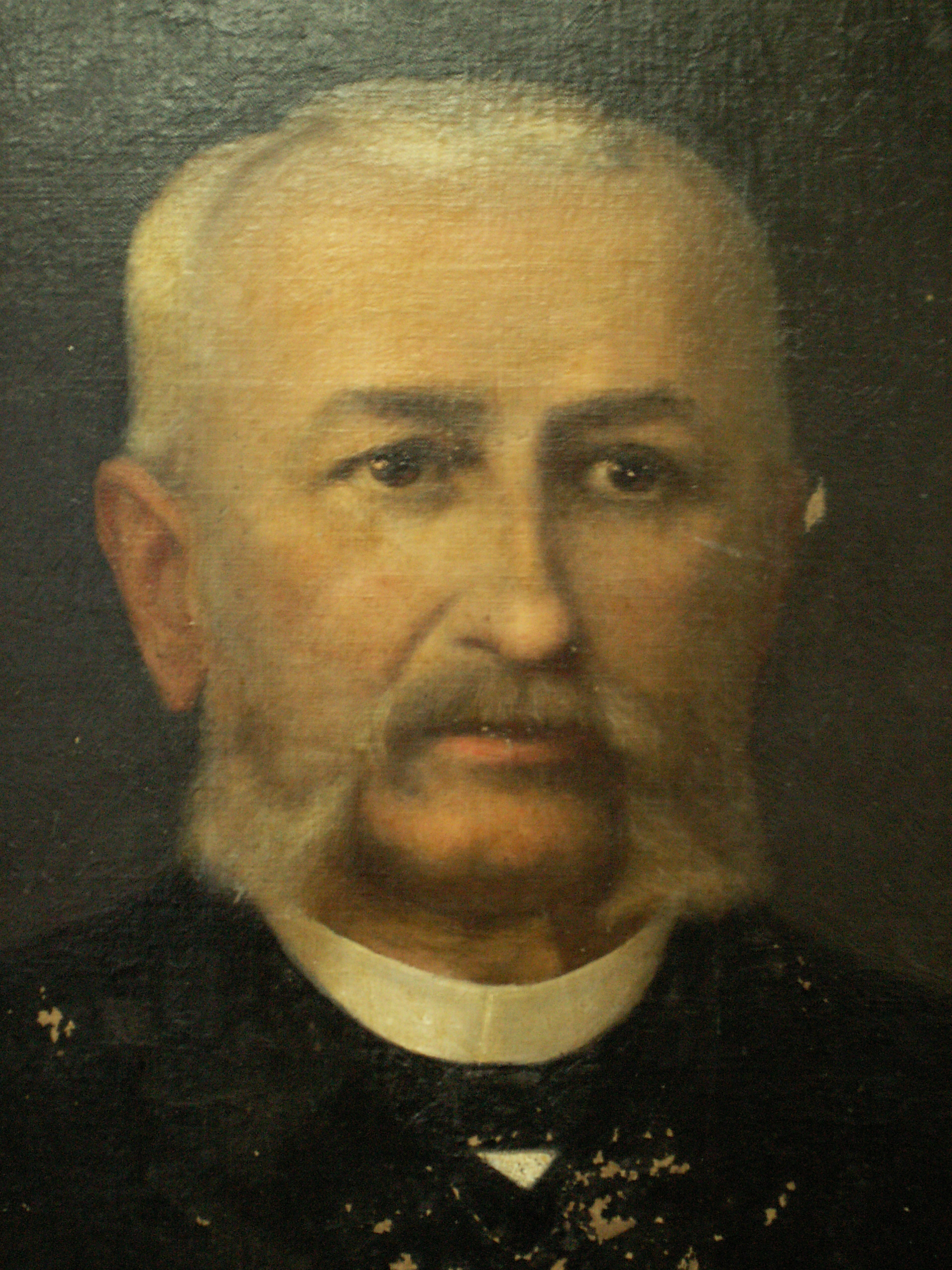
Celestino Ortiz

Federico Voltmer, geb. Fritz Voltmer (* 18. Januar 1854 in Harburg; † 1921 in Hamburg) war ein deutscher Maler, Mitglied der Hamburgischen Künstlerschaft und Träger der Goldenen Medaille für Kunst und Wissenschaft Argentiniens, der sich besonders in Südamerika als malender Forschungsreisender sowie durch die Anfertigung von Porträts und Landschaftsbildern einen Namen gemacht hat.

## Leben
Der Sohn eines Tischlers besuchte zunächst die Kunsthochschulen in Breslau und Berlin und arbeitete später in Rom unter den Professoren Riedel und Lindemann-Frommel an der Akademie San Luca. Es folgten ausgedehnte Reisen durch Italien, Frankreich und Spanien und schließlich, im Jahre 1882, die Überfahrt nach Südamerika.
Als malender Forschungsreisender erkundete er weite Teile des Nordostens Argentiniens sowie Paraguays und beteiligte sich an diversen wissenschaftlichen Expeditionen im Auftrag des „Instituto Geografico Argentino“ (Argentinisches geografisches Institut) unter der Leitung von Juan Ambrosetti zur Erforschung der Kulturen untergegangener Indianerstämme im Nordwesten des Landes wie der Quilmes und Calchaquí. Wissenschaftliche Publikationen mit insgesamt über 700 Zeichnungen des Malers wurden unter anderem in den Boletines del Instituto Geografico Argentino veröffentlicht, die sich heute im „Museo Etnografico Ambrosetti“ in Buenos Aires befinden; Titel: „La antigua ciudad de Quilmes“, „Los monumentos megaliticos“, „La hacienda de molinos“.
Bekannt wurde Voltmer in Argentinien und anderen Ländern Südamerikas besonders als Maler von Porträts von Persönlichkeiten wie der Gouverneure der Provinz Entre Rios, die sich heute noch im Regierungssitz (Casa de Gobierno) befinden. Dazu gehört ein Porträt von Gouverneur Francisco Ramírez (1786–1821), das General Eduardo Racedo 1886 in Auftrag gegeben hatte. Zudem malte er historische Wandbilder für ein neues Regierungsgebäude. Das Bildnis eines Bürgers der Stadt Paraná wurde im „Museo Provincial de Bellas Artes de Entre Rios“  restauriert. José Emilio Burucúa, Professor für Theorie und Geschichte der Kunst am Instituto de Altos Estudios Sociales der Universidad Nacional de San Martín, meinte hierzu:

„Das Bildnis des Viehzüchters Celestino Ortiz ist ein gutes Beispiel für die Verbreitung der Porträtdarstellung des männlichen Bürgers in der Mitte des 19. Jahrhunderts, einer sehr gängigen Version der großartigen Vorbilder, die durch die romantischen Maler wie Jean-Auguste-Dominique Ingres (Monsieur Bertin im Louvre) oder Francesco Hayez (Manzoni im Brera) in den Zeiten der Monarchie des Jules in Frankreich und der österreichischen Herrschaft über Mailand am Vorabend des Risorgimento geschaffen wurden.“

Ab dem 28. November 1896 begleitete er als Zeichner den Archäologen Juan Bautista Ambrosetti (1865–1917) zu einer Fundstelle im Tafítal in der Provinz Tucumán. Hier fertigte er eine Reihe von Zeichnungen an, auf denen Menhire zu sehen sind.
Nach der Rückkehr in seine Heimatstadt Hamburg im Jahr 1905 heiratete er die Kaufmannstochter Dora Scharnweber, mit der er eine Tochter hatte. Er erlangte auch hier zunehmend künstlerisches Ansehen und wurde Mitglied der „Hamburgischen Künstlerschaft“. Er malte Porträts bedeutender Persönlichkeiten wie des Kaisers und Otto von Bismarcks für Regierungsgebäude und deutsche Klubs. Zu seinem Werk gehören außerdem Bildnisse von Graf von Bothmer, der Familie von Wedelt und Rudolf Lindau. Die Hamburger Kunsthalle erwarb zwei seiner Landschaftsbilder aus der argentinischen Prärie sowie ein panoramaartiges Hamburgmotiv, das als Dauerleihgabe dem Museum für Hamburgische Geschichte überlassen wurde. Das Bismarckporträt und andere Werke befinden sich in Privatbesitz.
Voltmer starb 1921 in Hamburg an Malaria.

## Auszeichnungen
Von der argentinischen Regierung wurde Voltmer mit der „Goldenen Medaille für Kunst und Wissenschaft“ ausgezeichnet und erhielt die Ehrenmitgliedschaft der „Union Froebeliana Argentina“.

## Werke
- Juan B. Ambrosetti: La antigua ciudad de Quilmes (Valle Calchaqui). Mit Zeichnungen von Federico Voltmer. La Buenos Aires Imprenta, Buenos Aires 1897 (Volltext, Wikisource).
- Juan B. Ambrosetti: Los monumentos megalíticos del valle de Tafí: (Tucuman). Mit Zeichnungen von Federico Voltmer. Buenos Aires 1897.
- Juan B. Ambrosetti: La Hacienda de Molinos valles Calchaquies (Provincia de Salta) Arqueologia Colonial Dibijos de Federico Voltmer. Buenos Aires 1903.